# Falkenberg (stacja kolejowa)
Falkenberg (szwedzki: Falkenbergs station) – stacja kolejowa w Falkenberg, w regionie Halland, w Szwecji. Została otwarta 13 czerwca 2008 wraz z otwarciem nowej części Västkustbanan.
Stacja posiada cztery tory, w tym dwa przelotowe. Znajdują się one w środku i są przeznaczone do przejeżdżających pociągów przelotowych i towarowych. Tory 1 i 4 znajdują się przy peronach krawędziowych. Stacja posiada dwie poczekalnie po jednej na każdej stronie. Nie ma w nich żadnych kiosków, sklepów lub kas biletowych. Sprzedaż biletów odbywa się za pomocą automatów biletowych, które znajdują się w każdej poczekalni. Bilety te obejmują Öresundstågen. Dodatkowo istnieje automat SJ w poczekalni na 4 torze.
Pociągi pasażerskie, które obsługują stację to głównie Öresundstågen, ale także Intercity SJ. Co godzinę kursuje 1-2 Öresundståg w każdym kierunku i wszystkie zatrzymują się w Falkenberg. Tylko kilka pociągów SJ ma postój na stacji. 
Odległość do centrum Falkenberg wynosi 3 km. W związku z inauguracją stacji rozpoczęła kursowanie też nowa linia autobusu 10, który kursuje między centrum miasta i dworcem. Autobusy są skoordynowane z pociągami i czekają na nie w przypadku opóźnienia. Niektóre inne autobusy mijają stację. Stacja należy do systemu transportowego Hallandstrafiken. 
Dojazd do stacji możliwy jest od ronda na drodze 154, która biegnie do trasy E6. Możliwość parkowania na stacji znajduje się po obu stronach.

## Linie kolejowe
- Västkustbanan

## Stara stacja
Stary dworzec został zbudowany w czasie budowy Mellersta Hallands Järnväg i otwarty w 1886 roku. Dziesięć lat później została otwarta prywatna linia Västkustbanan. Stacja znajduje się dość centralnie, w odległości 500 m na zachód od głównego placu w Falkenberg. Została zamknięta dla ruchu pasażerskiego w czerwcu 2008 roku. Kilka pociągów specjalnych kursuje rocznie do stacji.

## Galeria

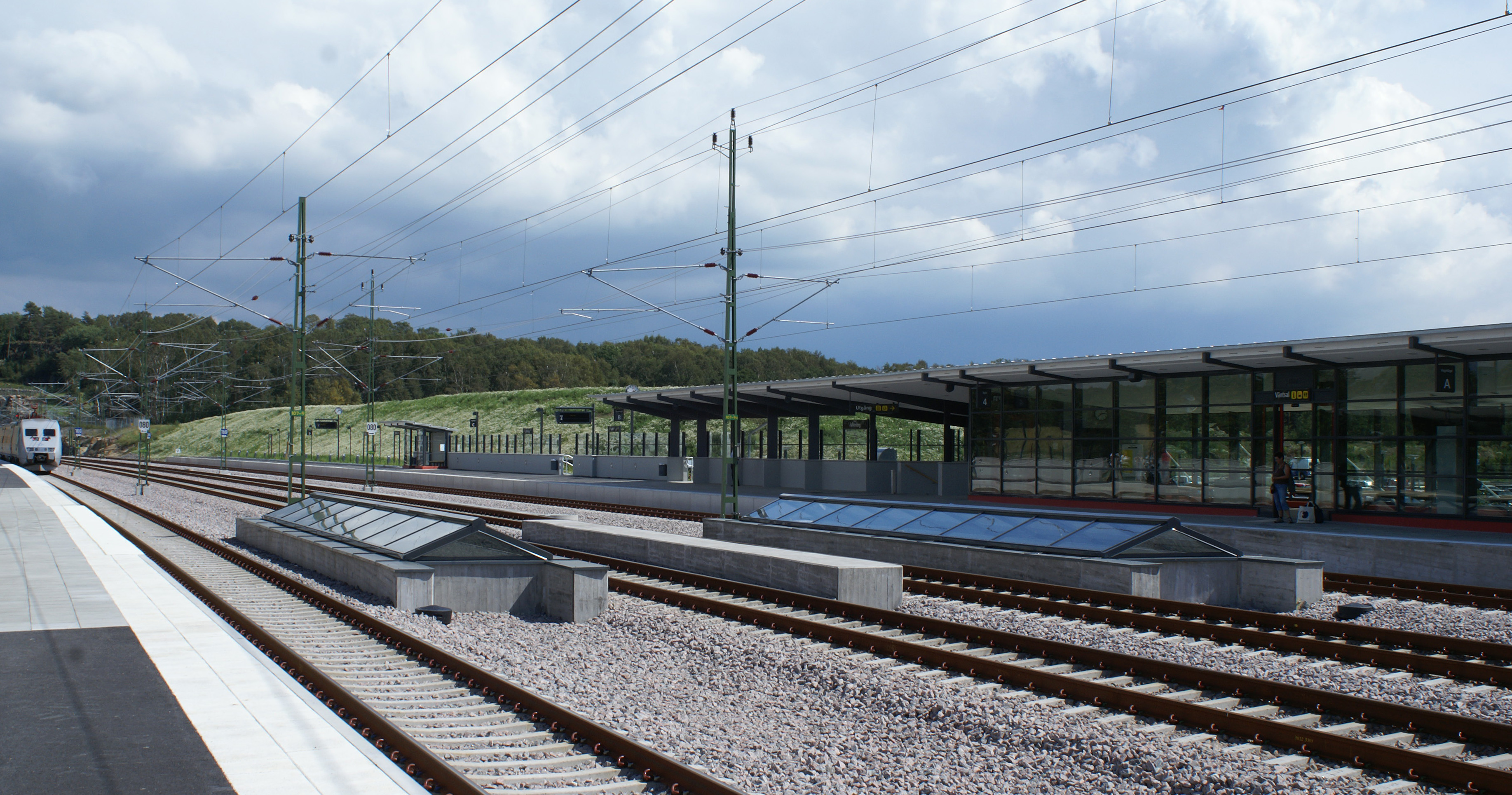
Widok na perony i tory
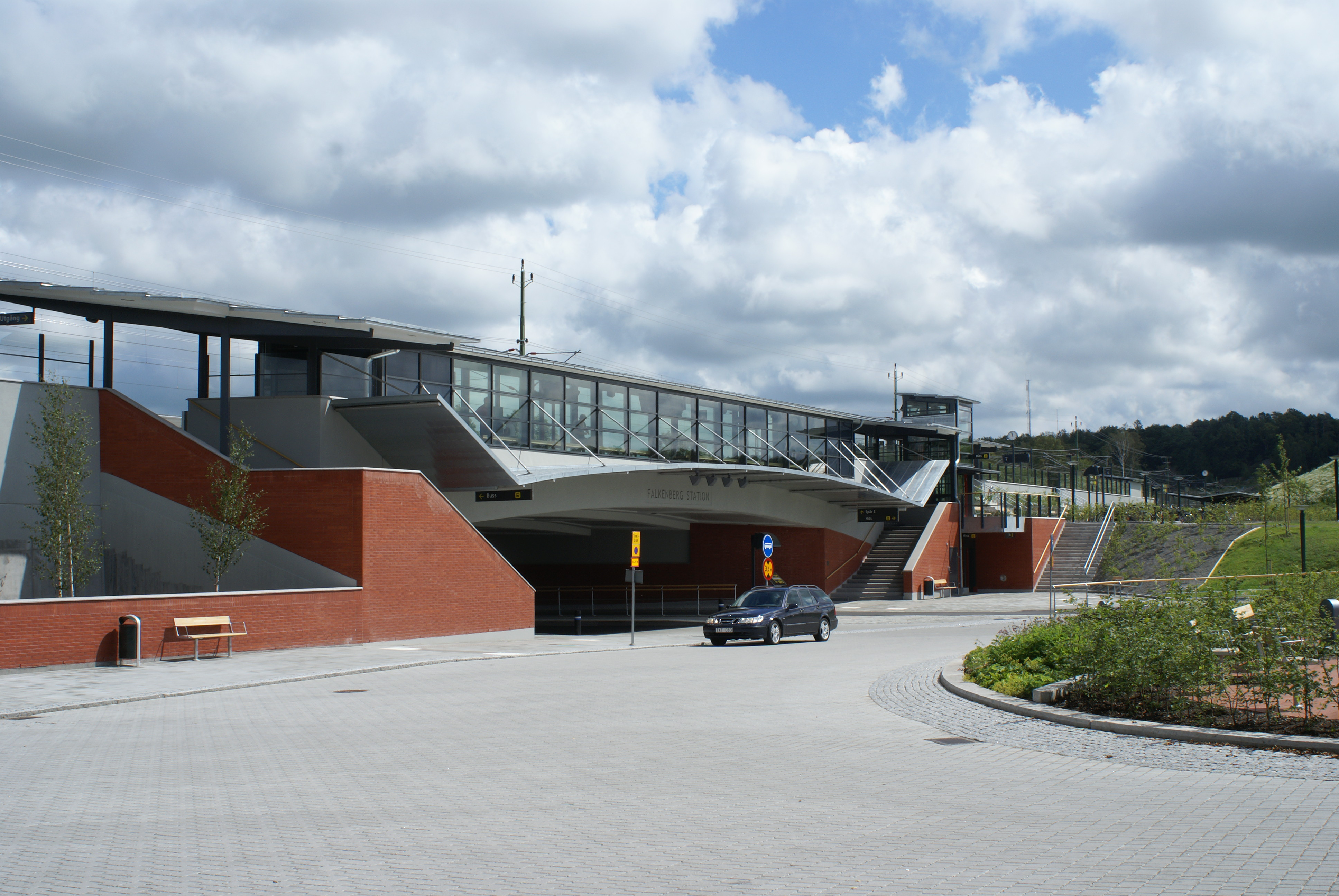
Widok od strony zachodniej